# Föckinghausen (Schmallenberg)
Föckinghausen ist ein Ortsteil der nordrhein-westfälischen Stadt Schmallenberg in Deutschland.

## Geografie

### Lage
Der kleine Ort liegt rund fünf Kilometer nördlich von Bad Fredeburg. Angrenzende Orte sind Oberrarbach, Hanxleden und Dornheim.
In dem Ort steht eine kleine Kapelle. In der Ortsmitte fließt der Hesmeckebach in den Rarbach. 

## Geschichte
Frühe Anhaltspunkte über die Größe des Ortes ergeben sich aus einem Schatzungsregister für das Jahr 1543. Demnach gab es in „Fockinckhaußen“ zwei Schatzungspflichtige; die Zahl dürfte mit den damals vorhandenen Höfen bzw. Häusern übereingestimmt haben. Föckinghausen gehörte bis zur kommunalen Gemeindereform zur Gemeinde Rarbach.
Am 1. Januar 1975 wurde der Ort ein Ortsteil der neuen Stadt Schmallenberg.